# 北ソロモン共和国

北ソロモン共和国
Republic of the North Solomons (英語)

北ソロモン共和国（きたソロモンきょうわこく、英語: Republic of the North Solomons）は、現在のパプアニューギニアのブーゲンビル州に約6か月存在した未承認国家である。

## 解説
1975年9月1日、9月16日に独立する予定だったオーストラリア統治下のパプア及びニューギニア準州から一方的に独立が宣言された。
国際的に承認されていないことと、島の安全保障の双方の懸念から、パプアニューギニアと分離主義指導者との間で協議することとなった。
最終的に、高度な自治権を与えることを条件に、共和国は1976年に北ソロモン州として再びパプアニューギニアの一部となった。